# Étude de cheval gris
Étude de cheval gris est une peinture à l'huile sur toile représentant un cheval énergique, dont l'attribution est controversée, parfois attribuée au peintre français Théodore Géricault. Elle est conservée au musée municipal de la ville de Béziers.

## Réalisation et attribution
Cette peinture est probablement créée vers 1830. Son attribution a toujours été controversée. Germain Bazin rejette ainsi l'attribution à Géricault dans son catalogue raisonné de 1989, considérant que ce tableau a été réalisé postérieurement à l'époque de Géricault. En 1978 puis 1991, Philippe Grunchec en réfute également l'attribution, jugeant cette étude sans rapport de style avec Géricault.
Anne Woolett souligne qu'aucune autre attribution que celle à Géricault n'a pu être proposée.

## Description
Cette étude de cheval révèle une très grande maîtrise de l'anatomie de l'animal, et dégage une énergie importante.
Le tableau mesure 68,4 × 60,3 cm.

## Parcours du tableau
Le tableau est conservé au musée municipal de la ville de Béziers. Il est prêté par la ville de Béziers pour être exposé à Paris pendant l'exposition du château de Versailles « Cheval en majesté ».